# Taphrina deformans
Taphrina deformans (Berk.) Tul. – gatunek grzybów z klasy szpetczaków (Taphrinomycetes). U brzoskwiń i nektarynek wywołuje chorobę o nazwie kędzierzawość liści brzoskwini.

## Systematyka i nazewnictwo
Pozycja w klasyfikacji według Index Fungorum: Taphrinaceae, Taphrinales, Taphrinomycetidae, Taphrinomycetes, Taphrinomycotina, Ascomycota, Fungi.
Po raz pierwszy zdiagnozował go w 1857 r. Miles Joseph Berkeley nadając mu nazwę Ascomyces deformans. Obecną, uznaną przez Index Fungorum nazwę nadał mu w 1866 r. Louis René Tulasne.
Niektóre synonimy:

- Ascomyces deformans Berk. 1857
- Ascomyces deformans Berk. 1857 var. deformans
- Ascosporium deformans (Berk.) Berk. 1860
- Exoascus amygdali Jacz. 1926
- Exoascus deformans (Berk.) Fuckel 1870
- Exoascus deformans var. armeniaca (Ikeno) Sacc. & Traverso 1910
- Exoascus deformans (Berk.) Fuckel 1870 var. deformans
- Lalaria deformans R.T. Moore 1990
- Taphrina amygdali (Jacz.) Mix 1936
- Taphrina deformans var. armeniaca Ikeno 1903
- Taphrina deformans (Berk.) Tul. 1866 var. deformans[3].

## Morfologia i rozwój
Patogen na zaatakowanych roślinach tworzący dikariotyczną grzybnię, która przerasta blaszki liściowe. Na powierzchni skórki liści bezpośrednio na grzybni tworzą się maczugowate, lekko spłaszczone worki. Mają lekko ścięty szczyt i wymiary 25–40 × 9–12 μm. Powstają w nich bezbarwne, jednokomórkowe, kuliste lub jajowate askospory o średnicy 3–4 μm. Mogą kiełkować jeszcze w workach. Przez pączkowanie powstają z nich zarodniki konidialne zwane blastosporami. Następuje to przy dużej wilgotności powietrza. Deszcz roznosi blastospory po pędach rośliny. Posiadają na powierzchni kleistą substancję, za pomocą której przyklejają się do łusek pączków lub kory pędów i tam zimują.
Jest to pasożyt obligatoryjny. Grzybnia rozwijać się może tylko w żywych tkankach, na obumierających liściach zamiera.
W blastosporach następuje podział jąder, nie powstają natomiast oddzielne komórki. Dzięki temu następuje dikariotyzacja. Zimują zarówno blastospory, jak i askospory pozostałe jeszcze w workach. Wiosną dokonują infekcji pierwotnej. Kiełkują bardzo wcześnie, tworząc strzępkę rostkową często jeszcze przed pękaniem pąków. Strzępka ta przebija nabłonek młodych liści i rozwija się w ich przestworach międzykomórkowych.